# Gare de Gardermoen
La gare de Gardermoen est une gare ferroviaire norvégienne, située dans la commune d'Ullensaker et intégrée à l'aéroport d'Oslo-Gardermoen.

## Situation ferroviaire
La gare se trouve au (PK) 51,5. Elle se situe entre les gares de Kløfta et d'Eidsvoll Verk.

## Histoire
La gare a été mise en service le 27 septembre 1998 afin de desservir l'aéroport d'Oslo-Gardermoen.

## Service des voyageurs

### Accueil
La gare n'a pas de parking. La gare est équipée de guichets pour la vente de titres de transports ouverts du lundi au vendredi de 7h30 à 22h, le samedi de 10h à 16h45, les dimanches et jours fériés de 10h à 22h. Il y a également  des automates.
La gare a une salle d'attente qui est ouverte toute la journée avec une salle destinée aux soins aux nouveau-nés. Il y a plusieurs kiosques et cafés dans le bâtiment. Il y a également un service de consigne et plusieurs magasins de location de voiture.

### Desserte
Longue distance :
- 21 : Oslo-Trondheim

Moyenne distance :
- R10 : Drammen-Oslo-Lillehammer
- R11 : Skien-Oslo-Eidsvoll

Flytoget :
- F1 : Oslo-Aéroport d'Oslo
- F2 : Drammen-Oslo-Aéroport d'Oslo

Trafic local :
- L12 : Kongsberg-Oslo-Eidsvoll

La gare compte quatre quais :
- Quai 1 : pour les trains autres que le Flytoget en direction vers le nord (Eidsvoll, Hamar, Trondheim).
- Quai 2 : pour les Flytoget en provenance d'Oslo ou de Drammen.
- Quai 3 : pour les Flytoget en direction d'Oslo ou de Drammen.
- Quai 4 : pour les trains autres que le Flytoget en direction vers le sud (Oslo, Drammen, Kongsberg)[2].

### Intermodalité
Des bus desservent l'aéroport et l'on compte également une station de taxi.